# Урмарське міське поселення
Урма́рське міське поселення (рос. Урмарское городское поселение) — муніципальне утворення у складі Урмарського району Чувашії, Росія. Адміністративний центр та єдиний населений пункт — селище міського типу Урмари.

## Населення
Населення — 5472 особи (2019, 5679 у 2010, 6316 у 2002).